# Perehrestove Perșe, Rozdilna
Perehrestove Perșe (în ucraineană Перехрестове Перше) este un sat în comuna Zatîșșea din raionul Rozdilna, regiunea Odesa, Ucraina.

## Demografie
Componența lingvistică a localității Perehrestove Perșe
     Ucraineană (91,01%)
     Română (5,22%)
     Rusă (2,71%)
     Alte limbi (0,88%)
Conform recensământului din 2001, majoritatea populației localității Perehrestove Perșe era vorbitoare de ucraineană (91,01%), existând în minoritate și vorbitori de română (5,22%) și rusă (2,71%).